# جيروذ رمادي
جيروذ رمادي (الاسم العلمي: Neotoma cinerea) هي نوع من الحيوانات تتبع جنس الجيروذ من فصيلة الفأرية.